# 한스시즌투

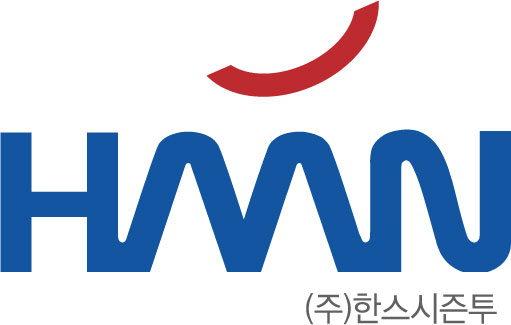
한스시즌투

한스시즌투 주식회사는 안근배웨딩그룹을 운영 중이다.
- 대표이사 = 한구현
- 서울 강남구 테헤란로 311길 아남타워빌딩 1101호